# Běleč nad Orlicí
Běleč nad Orlicí là một làng thuộc huyện Hradec Králové, vùng Královéhradecký, Cộng hòa Séc.